# Landkölsch
Mit dem Begriff Landkölsch oder dem älteren Landkölnisch wird eine Anzahl Dialektvarianten des Zentralripuarischen bezeichnet, welche im näheren und teilweise weiteren Umland der Stadt Köln gesprochen werden. Im Kontrast dazu werden unter Stadtkölsch die kaum noch unterscheidbaren Dialektvarianten im Stadtgebiet zusammengefasst.

## Bezeichnungen
Im Allgemeinen benutzen die Sprecher für die eigene Sprache einen Namen, der sich aus dem Ort herleitet, an dem sie zuhause sind. Dieser wird als possessives Adjektiv vor „Platt“ gesetzt, so beispielsweise das Pulemer Platt von Pulheim oder et Nüßer Platt von Neuss. In Einzelfällen glaubt man auch keinen Unterschied zu sehen und nennt den eigenen landkölnischen Dialekt „Kölsch“, eine Sicht, die von den Städtern meist nicht geteilt wird.

## Abgrenzungen
Dadurch, dass die Stadt zu verschiedenen Zeiten erweitert wurde, sind einige vormals landkölsche Dialekte im Stadtdialekt aufgegangen, so zum Beispiel im Süden in Raderthal und Raderberg oder in den gesamten vormals bergischen Ostgebieten Kölns, die etwa Mülheim, Kalk, Porz und die angrenzenden Stadtteile umfassen.
Die übrigen landkölschen Dialekte unterscheiden sich trotz vieler Übereinstimmungen mit dem Stadtkölschen durch den inzwischen großen Abstand, den die Stadt ausmacht, dann recht deutlich, wenn die Stadt zwischen ihnen liegt. Zwischen räumlich benachbarten Dialekten hingegen gibt es erheblich weniger Unterschiede. Das ist typisch für das Dialektkontinuum des Rheinlands und der westmitteldeutschen Sprachen.
Die Unterschiede zwischen ihnen kann man phonologisch unter anderem meist als allmähliche, graduelle Lautverschiebungen bei Vokalen ausmachen, öfters an unterschiedlich realisierten Konsonanten oder bestimmten vorhandenen oder fehlenden Varianten bei Allophonen.
Lexische Unterscheidungen sind meist weniger augenfällig als die semantischen Unterscheidungen, die bei bestimmten Wörtern auftreten und manchmal zu stark voneinander abweichenden Konnotationen führen.

### Südlich und südwestlich Kölns
Im Südwesten und Westen Kölns verläuft eine gut erkennbare Sprachgrenze praktisch auf der Stadtgrenze. Sie markiert den ersten Übergang zum Westripuarischen des westlichen Rheinlands. Durch den Zuzug Kölner Einwohner ins Umland und den allgemeinen Übergang vom Dialekt zum Regiolekt als Umgangssprache scheint sie allmählich zu verblassen. Es gibt klare phonologische Unterscheidungen. In Hürth und den umliegenden Dörfern wird das „R“ sehr häufig und in vielen Positionen mit einem Zungenschlag als stimmhafter alveolarer Vibrant gesprochen, also als [⁠r⁠]. Im Stadtkölschen gibt es dagegen nur das geriebene „R“ [⁠ʀ⁠], zudem werden „R“ in manchen Positionen im Stadtkölschen eher nicht, im Hürther Platt dagegen häufig von einem sehr kurzen unbetonten Murmel-e [⁠ə⁠] gefolgt, etwa in Kirrsch / Kirresch [ˈkɘʀˑʃ] / [ˈkɘrə˘ʃ] (Kirche), dafür ist dann das Stadtkölsche „R“ vergleichsweise länger. Einige unbetonte „E“ des Stadtkölschen erscheinen im Hürther Dialekt bereits in Richtung „Ö“ verschoben, was weiter im Süden und im Westen bis in die Eifel hinein immer stärker wird. Es gibt etliche semantische Unterschiede zwischen der Stadtsprache und den Dialekten der Hürther Orte. Die meisten zeigen einen älteren Sprachstand im Umland im Vergleich zur Stadt. So redet man auf dem Land um Hürth normalerweise lieber vom Köngk (Kind), weil das in der Stadt heute bevorzugte Panz (Kind) noch mit etlichen negativen Assoziationen, wie dreckig, ungezogen und Ähnlichem behaftet ist, die es in der Stadt nicht mehr hat.
Im südlichen Bereich dieses Gebietes sind die Übergänge zum Vorgebirgsplatt der Ville zu finden, das sich durch eine extrem harte und artikulierte Aussprache und – passend dazu – den Fortfall der „weichen“ und stimmhaften Allophone der (stadt)kölschen Sprechweise auszeichnet. Sagt man in der Stadt noch övver der Bärsch erövver, övver der Bärj_erövver (über den Berg hinüber) – „Berg“ endet mit einem der drei positionsbedingten Allophone [ʃ, ʒ, ʝ] – ändert sich dies etwa an der Stadtgrenze zu övver der Bärresch erövver – „Berg“ endet mit einem der zwei Allophone [ʃ, ʒ] – und am vorderen Vorgebirge, zum Beispiel in Walberberg, bereits eher övver der Pârresch erövver – es steht nur noch [⁠ʃ⁠] als Auslaut zur Verfügung.
In Rodenkirchen, in Teilen des Rhein-Erft-Kreises und in Bonn wird das Kölsche [o] als [ʊ] realisiert, in diesen Gebieten heißt es also hä sult (er sollte) statt hä sollt.

### Westlich Kölns
Die Industriestadt Frechen (Wrääjschem, Wraischem) beginnt unmittelbar westlich der südwestlichen Kölner Stadtgrenze bei Horbell und hat eine sehr eigene Art der Aussprache ihres Dialekts. In den angrenzenden Hürther Dörfern und Kölner Stadtteilen sagen die Dialektsprecher spöttisch und ein wenig übertrieben den Frechener Dialekt imitierend: En Vrääijsche, wou se met de Määijze schtääijsche (In Frechen, wo sie mit den Messern stechen), was sich im Stadtkölschen: En Freche, wo se met de Metze steche anhört. Viele einfache Vokale des Stadtkölschen sind im Frechener Platt diphthongiert und gedehnt, ihr Artikulationsverlauf überstreicht einen weit größeren Bereich als im Kölschen. Auch im Frechener Dialekt benutzt man das Ein-Zungenschlag-„R“ des südwestlichen Kölner Umlandes. Die im Kölschen vergleichsweise gut hörbaren, und unterscheidbaren, Endungen „-en“ und „-er“ klingen hier meist mehr wie [ə], eine Tendenz, die sich bis in Bönnsche und ins Eifelplatt fortsetzt, allerdings hat das Frechener Platt eine Ausnahme von dieser Regel zu bieten: einige auslautende „-en“ sind nach „-em“ verschoben, zum Beispiel im eigenen Ortsnamen.
Große Teile des Kölner Westens sind heute unbesiedeltes Braunkohlentagebaugebiet. Die Dialekte der Dörfer dort weichen vom Kölschen einmal deutlich ab, indem fast alle Vokale grundsätzlich in Richtung des Zentrums verschoben sind, sie klingen dem „Ö“ und dem unbetonte „E“ ähnlicher als im Kölschen. Das auslautende „-er“ ist im Kölschen meist als gemurmeltes, kurzes, Schwa-ähnliches [ɔ˘] oder [ɐ̯] realisiert. Es klingt im Westen Kölns, wie im angrenzenden westlichen Hürth, als klares [ə˘]. Dazu kommen im Vergleich zum Stadtkölschen zusätzliche Vokallängungen. Kölsch Türelür (alltägliches Einerlei) klingt in Niederaußem bereits Tüürelüüe. Das alles setzt sich im Westen und Südwesten in die gesamte Voreifel und in die nordwestliche Eifel hinein fort. Auch ein anderes Merkmal ist schon westripuarisch: Sagt der Kölner jemaat (gemacht), so heißt es vom Kölner Vorerftland bis nach Aachen und in Teilen der Nordwesteifel jemäät.
Die Kölner Stadtteile Weiden und Lövenich, welche 1975 eingemeindet worden waren, weisen einige der obigen Merkmale auf. Während es im Stadtkölschen jlöijve (glauben) heißt, ist in diesen Stadtteilen und im Rhein-Erft-Kreis schon von jlööve die Rede. Auch werden im Westen Kölns werden die Vokale [ɛː] und [o] länger gesprochen; so werden die Wörter do häs (du hast) und Oma zu do hääs und Ooma. Auch der Kölsche Diphthong  [⁠eɪ̯⁠] wird zu [e:] (steiht-steht) (er steht).

| Stadtkölsch                        | Weiden u. Lövenich           | Rhein-Erft-Kreis                                    |
| ---------------------------------- | ---------------------------- | --------------------------------------------------- |
| jewöhnlich (gewöhnlich; offenes Ö) | jewöhnlich (geschlossenes Ö) | jewöhnlich (geschlossenes Ö)                        |
| müsse (müssen; kurzes Ü)           | -                            | mösse (geschlossenes Ö)                             |
| jlöijve (glauben)                  | jlööve (geschlossenes Ö)     | jlööve (geschlossenes Ö)                            |
| irjendwann (irgendwann), met (mit) |                              | örjendwann (geschlossenes Ö), möt (geschlossenes Ö) |
| häs ((du) hast)                    | hääs                         | -                                                   |
| ich (ich)                          |                              | ech (mit Schwa)                                     |
| ëimol (einmal)                     | eemol                        | eemol                                               |
| ëine (einer)                       | ääne                         |                                                     |
| Finster (Fenster)                  |                              | Winster                                             |

### Linksrheinisch nördlich Kölns
Im Kölner Norden, wo die vormaligen Dörfer Roggendorf und Thenhoven und einige weitere kleine sowie die vormalige Bürgermeisterei Worringen 1922 der Stadt zugeschlagen wurden, reichen die als Landkölsch bezeichneten Dialekte bis etwa in die Mitte der Stadt Neuss. Dort verläuft mit der Benrather Linie (maken/machen-Linie) die Dialektgrenze zum niederfränkischen Sprachraum.
Im Norden Kölns tendieren die besonders langen Langvokale des Kölschen dazu, etwas kürzer zu werden. Sie nähern sich damit dem nördlich angrenzenden Südniederfränkischen zwischen den oben genannten Isoglossen an. Einige wenige werden bereits zu Diphthongen, was ebenfalls zu diesem Übergang passt.

### Rechtsrheinisch nördlich Kölns
Op de schäl Sick, auf der rechten, bergischen, Rheinseite reicht Köln bei weitem nicht so weit nach Norden, wie auf der linken. Hier liegt die Nachbarstadt Leverkusen vollständig gegenüber Kölner Stadtgebiet. Die vom nordrhein-westfälischen Landtag ursprünglich gewollte und 1974 politisch gescheiterte Eingemeindung des damaligen Leverkusens nach Köln wäre aus sprachlicher Sicht unproblematisch gewesen. Das Leverkusener Platt ist vom Kölsch im angrenzenden Mülheim, das nur gut 60 Jahre zuvor nach Köln gekommen war, praktisch nicht zu unterscheiden.

### Östlich Kölns
Schon das Stadtkölnische östlich des Rheins unterscheidet sich vom linksrheinischen ein wenig, indem die gerundeten Vokal-Phoneme /⁠o⁠/ und /⁠ø⁠/ dort ein wenig geschlossener ausgesprochen werden. Je weiter man sich vom Rhein entfernt, besonders am südlichen Ende der Stadt, etwa in Rösrath, desto näher kommen sie den Phonen [⁠u⁠] und [⁠y⁠], bis sie diese im südwestlichen Bergischen Land etwas weiter oben in den Tälern der Agger, Bröl und Sülz auch erreichen. Sagt und schreibt man im Westen und Zentrum der Domstadt noch op Jöck (unterwegs, verreist) mit geschlossenem „O“ und „Ö“, so heißt es in der Umgebung von Waldbröl ganz klar: up Jück.

### Südöstlich Kölns
Eine ähnliche allmähliche Verschiebung des offenen „O“-„Ö“-Paares beobachtet man auch von den südöstlichen Vororten Kölns in Richtung auf Siegmündung und bis zur dahinter liegenden Dialektgrenze. Hier geht damit oft ein Wechsel der Vokallänge einher. Das kölsche wood, (je)woode (wurde, geworden) mit langem geschlossenem „O“ wird etwa im Troisdorfer oder Siegburger Platt wudd, (je)wudde geschrieben und gesprochen. Das im kölschen nicht sehr häufige klare „I“ verschiebt sich im Süden oft zum „E“, wigger, widder (weiter, wieder) heißen dann wegger, wedder, letzteres ähnlich wie im Hürther Raum auf der anderen Rheinseite. Einige stadtkölsche Diphthonge werden im südöstlichen Landkölschen zu langen Monophthongen. Beispielsweise die dem Niederländischen ähnlich klingenden Wörter Deil, Deich (Teil, Teig) heißt an der unteren Sieg Deel, Deech. Viele kölsche Wörter bekommen im Vergleich zum Stadtinneren zusätzliche, oft emotionsbezogene Nebenbedeutungen. Das ist so ähnlich wie auf der gegenüberliegenden Rheinseite Richtung Vorgebirge oder bei den Hürther Ortsdialekten. Beispielsweise bedeutet in Köln hibbelich meist lediglich „unruhig, zappelig“, vielleicht einmal „aufdringlich“, während bereits nördlich der unteren Sieg „unangenehm, unsympathisch“ hinzukommen, die weiter südlich schließlich sogar überwiegen. Der Stadtkölsche versteht unter Huddel nur Unordnung, bestenfalls Misswirtschaft aus Schusseligkeit, im Hennefer Umland ist die Bedeutung von dort Hóddel bereits eher „Schwindel“.